# Přechod americké 9. armády přes Rýn
Operace Flashpoint je krycí název pro vojenskou operaci, během které dne 24. března 1945 překročil XVI. sbor americké 9. armády  řeku Rýn u měst Wesel a Duisburg v severozápadním Německu. Tato akce byla spolu s operacemi Torchlight, Widgeon, a Varsity součástí operace Plunder, v rámci které překročila 21. armádní skupina s americkým XVIII. výsadkovým sborem pod velením polního maršála Sira Bernarda Montgomeryho řeku Rýn.

## Plány

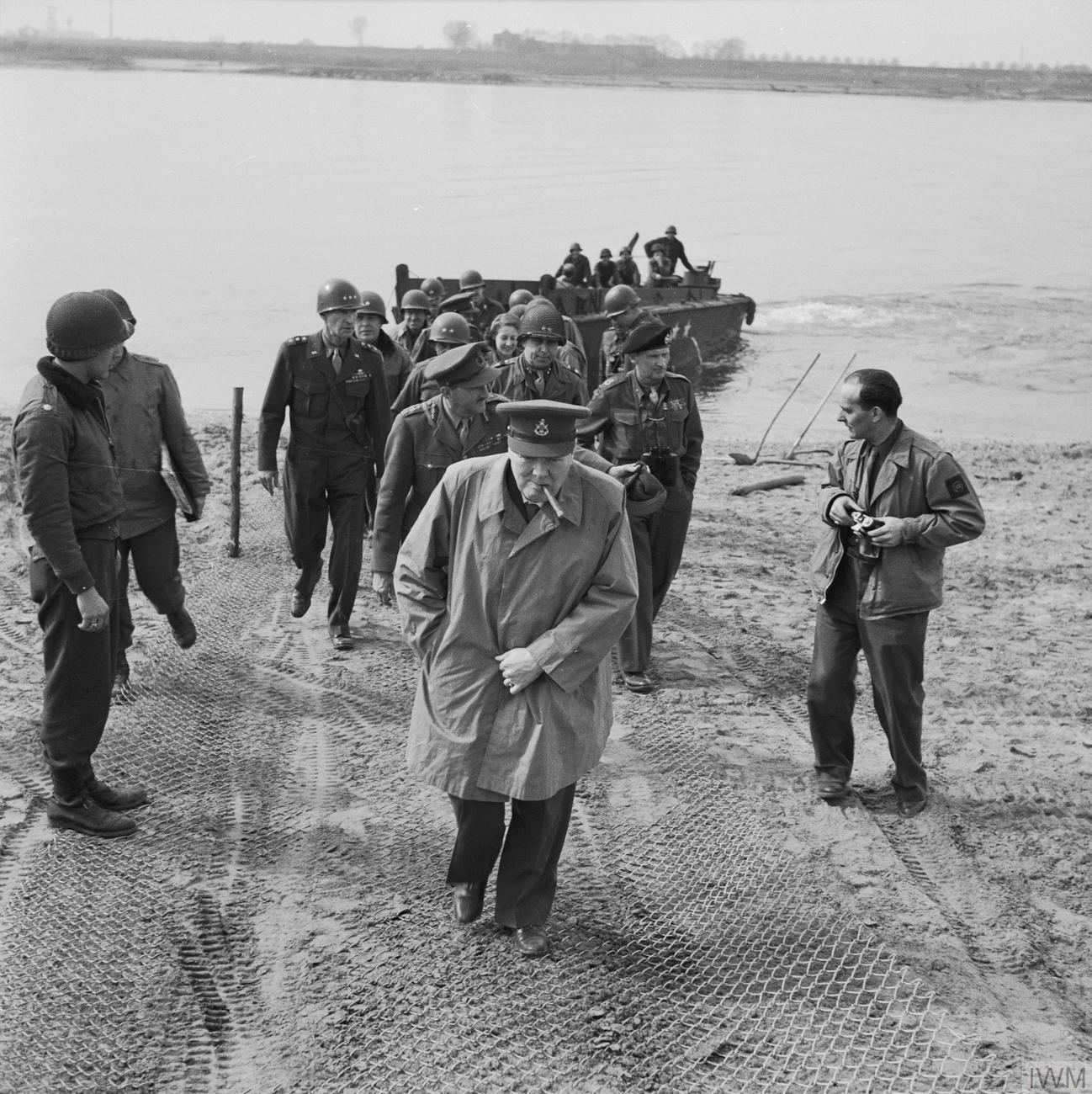
Britský ministerský předseda Winston Churchill, polní maršál Montgomery, generálmajor Anderson a několik dalších vyšších velitelů při návštěvě předmostí americké 9. armády za Rýnem

Počáteční útok měla v severní části sektoru vykonat 30. pěší divize (generálmajor Leland Hobbs) a v jižní části 79. pěší divize (generálmajor Ira Wyche) XVI. sboru (generálmajor John Anderson) americké 9. armády (generálporučík William Simpson). Po těchto dvou divizích měly následovat 35. a 75. pěší divize s podporou 8. obrněné divize. Během stabilizace předmostí a stavby mostů měly americké síly postupovat dále do vnitrozemí. XVI. sbor byl v rámci této operace posílen téměř na úroveň armády. 
Protilehlý břeh mezi městem Wesel a městem Duisburg (ležícími od sebe vzdušnou čarou zhruba 15 km), kde se měl přechod odehrát, bránila 180. pěší divize (generálmajor Bernard Kloesterkemper) LXXXVI. sboru (generál pěchoty Erich Straube) a nově vytvořená divize Hamburg LXIII. sboru (generál pěchoty Erich Abraham). Oba sbory náležely k německé 1. výsadkové armádě (generál výsadkových sil Alfred Schlemm) Armádní skupiny H ( generálplukovník Johannes Blaskowitz). Jádro 1. armády bylo zničeno během bitvy v Porýní na západním břehu Rýna a její značně oslabené divize měly ve svých strukturách mnoho druhořadých jednotek s minimální bojovou hodnotou a kvalitních jednotek (zejména výsadkářů) bylo málo na to, aby dokázaly pokrýt celou frontovou linii svěřenou 1. výsadkové armádě. Velká část z nich byla s malým počtem zbývajících obrněnců součástí skromných záloh, které měly reagovat na spojenecké průlomy.

## Bitva

### Útok 30. pěší divize
V 1 hodinu ráno 24. března zahájilo na východní břeh Rýna u místa přechodů palbu americké dělostřelectvo. Odpovědí jim byla slabá německá dělostřelecká a minometná palba. První jednotky 30. divize, které měly překonat řeku, byly od severu k jihu 119., 117. a 120. pěší pluk. Kolem 2. hodiny ranní se pěšáci nalodili na čluny, které poté vyrazily na protější břeh. Němečtí obránci, otřesení mohutnou dělostřeleckou přípravou, se zmohli jen na symbolický odpor. Poškodili nebo vyřadili několik málo člunů, zabili nebo zranili několik amerických pěšáků a následně byli převálcováni rychlým americkým postupem od břehu. Všechny 3 pluky se nyní zaměřily na vesnice za řekou. Během dvou hodin je obsadily a vyčistily celý břeh v sektoru 30. pěší divize. Německé zálohy byly zaneprázdněny snahou vytlačit britské Commandos z Weselu, který byl obsazen v rámci operace Widgeon o několik hodin dříve. Řeku překročilo i několik tanků Sherman DD, aby pomohly pěchotě v postupu. Na první vážnější odpor divize narazila, až když se 119. pluk dostal k železniční trati, která vedla souběžně s řekou. Postup byl v tomto místě zastaven, dokud se k pluku nepřipojily lehké tanky, které přes řeku přepravila střední vyloďovací plavidla (LCM). 119. pluk překonal druhou železniční trať, vyčistil Friedrichsfeld a eliminoval německá protiletecká postavení ležící za Lippským kanálem (Lippen Canal), jenž se na Rýn napojoval jižně od Weselu. 117. pluk narazil při postupu na východ u dvou železničních tratí taktéž na tuhý odpor. Několik kilometrů za druhou železniční tratí všechny 3 pluky zastavily, aby počkaly na další útvary překonávající řeku.

### Útok 79. pěší divize
79. pěší divize začala útok hodinu po 30. divizi, která tak mohla zajistit její pravé křídlo dříve, než 79. vůbec řeku překročila. Útok zahájily 315. a 313. pěší pluk. Řeka byla zahalena mlhou a kouřem, což vedlo k tomu, že se útočné čluny rozptýlily a část z nich se omylem vrátila zpátky na Američany obsazený břeh, přičemž vojáci předpokládali, že jsou na břehu nepřátelském. Pěchota, které se podařilo dosáhnout správného břehu, utrpěla při přechodu a vylodění lehké ztráty. Oba pluky rychle dosáhly železniční trati, přičemž 313. obsadil několik vesnic a 315. postupoval dál na Dinslaken, město ležící 2 km od břehu, a následně ho obsadil. 314. pluk, který překročil řeku o něco později, rozšířil předmostí 3 kilometry za Dinslaken. Na konci dne bylo americké 16 kilometrů dlouhé a 8 kilometrů hluboké předmostí pevně zaklíněno mezi německou 180. pěší divizí a divizí Hamburg. Velitel německého LXII. sboru, generálmajor Abraham, se rozhodl do oblasti jižně od  amerického přechodu řeky přesunout 2. výsadkovou divizi. Američany čekal v následujících dnech daleko tvrdší odpor. Během prvního dne operace ztratil americký XVI. sbor 45 mužů padlých, 450 zraněných a 7 nezvěstných. Přes 2100 Němců padlo do zajetí.

### Stavba mostů

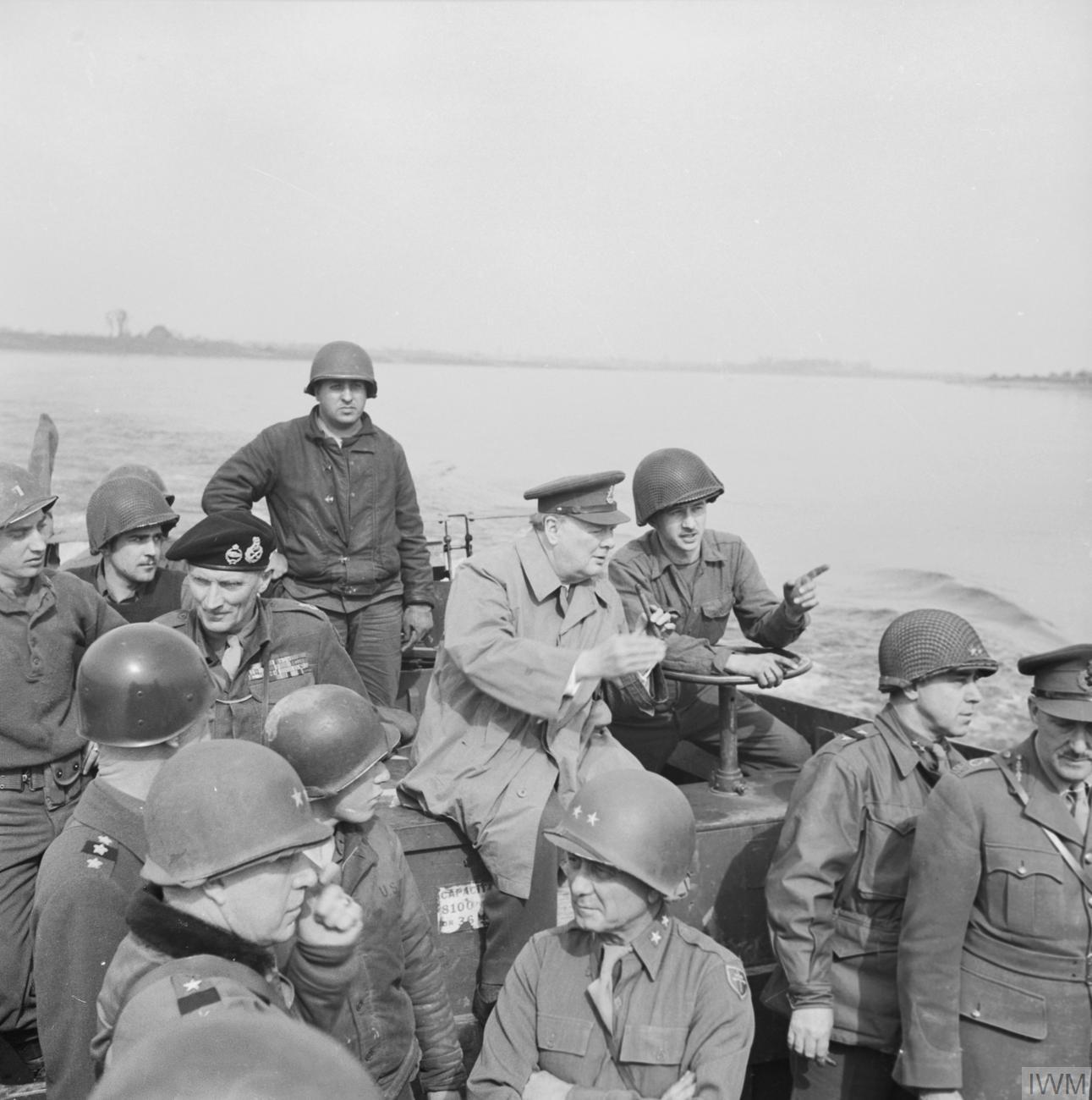
Britský ministerský předseda Winston Churchill, polní maršál Montgomery, generálmajor Anderson a několik dalších vyšších velitelů při návštěvě předmostí americké 9. armády za Rýnem

Stavba prvního mostu započala v 6 hodin ráno, tedy 4 hodiny po zahájení útoku. Dokončen byl v 1 hodinu ráno následujícího dne. V celé oblasti přechodů 30. a 79. divize stavbu mostů narušovala a zpomalovala jak německá dělostřelecká palba, tak srážky s plavidly. Ke konci dne 26. března fungovalo v úseku XVI. sboru již 6 mostů. Mezi oběma břehy také pendlovaly vory a plovoucí mosty.

### Průlom
25. března vyrazily obě americké divize opět vpřed. 79. stočila směr hlavního útoku na jihovýchod, směrem na průmyslovou oblast Porýní a k německým dělostřeleckým bateriím, které palbou narušovaly stavbu mostů a přepravu útvarů, materiálu a zásob přes Rýn. Odpor divize Hamburg, se kterým se při postupu muži 79. divize setkali, byl převážně slabý. Pokud ovšem měla nějaká z jednotek tu smůlu, že narazila na příslušníky 2. výsadkové divize, čekal ji tuhý boj. 314. pluk pokračoval na východ. Také 30. divize vyrazila o několik kilometrů severněji na východ. Německá 180. pěší divize se zmohla pouze na neodhodlaný odpor. Z důvodu snadného postupu se velitel 30. divize generálmajor Hobbs rozhodl, že oba pluky na hrotu postupu (117. a 120. pěší pluk) vytvoří po jednom úderném uskupení, které bude schopno rychleji pronikat hluboko do nepřátelského území. Úderné uskupení 120. pěšího pluku vyrazilo v 16 hodin a tvrdě narazilo. Do oblasti dorazily části 116. tankové divize (která doposud podnikala protiútoky na pozice výsadkářů), aby zde převzaly obranu. Úderné uskupení postoupilo jen kousek a bylo nuceno zastavit. Útok úderného uskupení 117. pěšího pluku byl z tohoto důvodu zrušen. Vzhledem k přítomnosti částí 116. tankové divize generálmajor Hobbs předpokládal, že se před ním shromažďuje celá tanková divize. Proto se rozhodl zaútočit dříve, než se celá divize, jak očekával, seskupí. Během 26. března jeho divize během těžkých bojů o něco postoupila, ale výsledek byl vyrovnaný: Američanům se podařilo otupit německé síly chystající se k protiútoku, zatímco Němci zabránili průlomu 30. divize do vnitrozemí. Mezitím americká 35. pěší divize zaujala pozice mezi 30. a 79. a postupovala vedle 79. dál do vnitrozemí. Ke 30. divizi se blížila 8. obrněná, připravená zaútočit na 116. tankovou. 28. března obešli výsadkáři spolu s tanky britské 11. obrněné divize 116. tankovou ze severu po křídle. Generál obrněných sil Heinrich von Lüttwitz byl donucen 116. tankovou divizi stáhnout a přeskupit. Německá linie se následně pod tlakem amerického XVI. sboru zhroutila.

## Shrnutí
Operace Flashpoint byla totálním úspěchem. Americkým silám se bez problému podařilo překročit Rýn, rozdrtit 180. pěší divizi a divizi Hamburg, které byly z větší části složeny z jednotek nízké bojové hodnoty, a vybudovat a zajistit předmostí. Kvalitní německé jednotky 2. výsadkové a 116. tankové divize, které se následně postavily Američanům, už ale neměly potřebné lidské ani materiální síly na to, aby zabránily průlomu. Americká 9. armáda nakonec přešla zpátky pod velení 12. armádní skupiny pod velením generála Omara Bradleyho a XVI. sbor se stočil na jih a jihovýchod, aby udeřil na Porýní, poslední průmyslovou kapacitu Třetí říše.